# Mageddon
Mageddon es un personaje ficticio que aparece en los libros de historietas publicadas por DC Comics. El personaje apareció por primera vez en el JLA # 37 (enero de 2000) y fue creado por Grant Morrison y Porter Howard.

## Historia de la publicación
Aunque anteriormente insinuado en varias ediciones de la Liga de la Justicia y se hace referencia como el Tezcatlipoca entidad Aztek: El Ultimate Man # 1 (agosto de 1996), Mageddon en realidad apareció por primera vez en la historia de la Tercera Guerra Mundial en el JLA # 37-41 (enero de 2000 - mayo de 2000). Mageddon todavía tiene que aparecer.

## Biografía del personaje
La existencia de Mageddon se reveló por primera vez al héroe Aztek, que se entera de que en algún momento tiene que enfrentar y derrotar a Tezcatlipoca, el dios azteca del mal. [1] La siguiente mención se produce cuando el líder de la Lightray Nuevos Dioses pide equipo de superhéroes de la Liga de la Justicia para aceptar nuevo compañero de Orión Dioses y Barda grande en su composición, en referencia a una grave amenaza, el futuro [2] Junto con Nueva Metron dioses y Mister Miracle, Lightray ve el nombre de Mageddon sobre la pared de la fuente;. [3] y la presencia de la entidad se siente cuando una espora Mageddon infecta al villano Hector Hammond y causa un motín en la cárcel. [4]
Mister Miracle también llega para advertir a la Liga de la Justicia que Mageddon ha entrado en el sistema solar de la Tierra. El nuevo Dios revela que Mageddon fue una de las numerosas máquinas de guerra usadas durante el Ragnarök de los "Dioses Antiguos" que llevaron a la destrucción de su mundo (y la posterior creación de la Nueva Génesis y Apokolips, los planetas de origen de los Nuevos Dioses y sus enemigo de Darkseid, respectivamente). Al parecer Mageddon no puede ser destruido, y que está "encadenado" en el borde de continuidad del universo espacio-tiempo dentro de lo que fue descrito como un "sumidero inmensa gravedad".
Cuando varios miembros de la Liga de la Justicia investigan una fuga de la prisión de Belle Reve, el equipo descubre que incluso el director y los guardias están en una matanza. La causa se revela como una espora que se ha formado en la forma de un ojo en todo el villano Hector Hammond, controlándolo telepáticamente. El villano roba el dardo rojo, el anillo de Linterna Verde y la entrega a JLA enemigo Prometeo para el estudio (en realidad, la guía sutil de Mageddon) antes de devolverlo. El motín se detiene una vez la espora se destruye y se libera Hammond. [5]
Metron, Big Barda y los viajes al Mundo Maravilloso de la Mujer Maravilla, un enorme planeta en el borde del universo, una vez ocupado por superseres altamente avanzados Aquaman, Flash y Linterna Verde que se habían encontrado con anterioridad. En esa ocasión, Adán-One, el líder de los héroes en , había aludido al hecho de que montaban guardia en el borde del universo, para protegerse de una amenaza futura. [6] La Mujer Maravilla se encuentra la muerte es el Mote ( que se especializó en la auto-miniaturización), que revela que Mageddon convirtió a los héroes de Mundo Maravilloso unos contra otros, y que con la excepción de [Glimmer Speedster] (que escapó corriendo ", perpendicular a tiempo"), ninguno sobrevivió. [7]
Como Mageddon entra en el sistema solar de la Tierra, se forma una espora segundo alrededor de Lex Luthor, que ha formado una nueva versión de la banda de la injusticia (Prometeo, el general y una abeja reina alienígena llamada Zazzala) y ataca a la Atalaya, sin saber que en realidad está siendo controlado por el arma. Green Lantern descubre que su anillo de poder ha sido neutralizado, como las tormentas General de la Atalaya. Después de luchar contra Superman, el Detective Marciano y Orion, es impulsado en el reino de Prometeo de la "Zona Fantasma" cuando es atacado por el perro de la guerra de Orión, Sturmer. Zazzala toma el control de la población humana en la ciudad de Nueva York y comienza a construir una colmena. Aunque hiriendo de gravedad a Big Barda, Zazzala es derrotada por los miembros de la JLA El hombre de acero y plástico, que se aprovechan del hecho de que al igual que todas las abejas Zazzala es ciega al color rojo.
Mageddon llega a la órbita terrestre, y la escalada de los conflictos en la Tierra y miembro de la JLA Zauriel alista la hueste angélica para ayudar en la pacificación de los líderes del mundo. Superman y Orion atacan a Mageddon pero Superman es capturado y asimilado dentro del arma, mientras que Orion está gravemente herido. EL Hombre Animal deduce que Mageddon es capaz de incitar a la ira de los humanoides, estimulando el componente reptil de su tronco cerebral. El hombre Animal, la Mujer Maravilla y Rayo Negro utilizaron un dispositivo para aprovechar el campo morfogenético que es la fuente de los poderes del hombre animal, con la esperanza de forzar un salto temporal hacia adelante en la evolución humana, lo que la concesión temporal da habilidades sobrehumanas a todos los seres humanos. A pesar de Rayo Negro es incapaz de generar la energía necesaria, Flash convoca a la luz tenue, y es que después de haber viajado hasta el fin del universo, la luz tenue que se fue a la Tierra como el único lugar en la historia donde alguien hizo una postura en contra de Mageddon-, quienes los poderes de la máquina y crea un enorme ejército de superhumanos que viajan a la atmósfera para Batalla de Mageddon. Linterna Verde supera con éxito el efecto amortiguador colocado en el anillo de poder por Mageddon.
Mageddon mata a miles de los superhumanos con su nuevo poder, pero su ataque proporciona una distracción que permite a Aztek para curar a Orión y luego se sacrifica a sí mismo al dañar Mageddon. A través de un vínculo telepático con el Detective Marciano, Batman es capaz de convencer a Superman para liberarse del control de Mageddon, forzando a su amigo para luchar más allá de la desesperación y el dolor que Mageddon le estaba bombardeando con recordándole de cómo se habían negado constantemente a renunciar. Superman viaja al núcleo de Mageddon, y absorbe la lucha contra la luz solar que irradia, la desactivación de Mageddon. [8]

## Poderes y habilidades
Mageddon es una antigua arma creada por una raza de dioses antiguos, ahora extintos. El arma es un enorme (más grande que el planeta Tierra) semi-consciente orbe con una cara de calamar como el que incita al odio y la violencia en las formas de vida cuando se acerca al corazón de una galaxia. Algunas formas de vida pueden ser totalmente controladas por el arma, con una espora (en la forma de un ojo grande) que forman a su alrededor y ampliación de las emociones negativas. Una vez que alcance su objetivo Mageddon, cortesía de un "anti-sol" el cerebro es capaz de detonar y destruir la galaxia entera. Su tamaño exacto no se especifica, pero ha demostrado ser lo suficientemente grande como para empequeñecer la Tierra y la Luna.

## Pie de página
^ Aztek: The Ultimate Man #1 (Aug. 1996)
2.^ JLA #17 (April 1998)
3.^ JLA #24 (Dec. 1998)
4.^ "JLA" #34 (1999)
5.^ JLA #34 (Oct. 1999)
6.^ JLA #12 (Nov. 1997)
7.^ JLA #36 (Dec. 1999)
8.^ JLA #37-41 (Jan. - May 2000)
- Datos: Q3545806